# Obyce
Obyce (allemand : Obitz, hongrois : Ebedec) est un village de Slovaquie situé dans la région de Nitra.

## Histoire
Première mention écrite du village en 1322.

## Démographie

### Évolution de la population
| Année:               | 1994. | 2004.   | 2014.   | 2024.   |
| -------------------- | ----- | ------- | ------- | ------- |
| Nombre de personnes: | 1514  | 1557    | 1521    | 1460    |
| Différence:          |       | +2,84 % | -2,31 % | -4,01 % |

| Année:               | 2023. | 2024.   |
| -------------------- | ----- | ------- |
| Nombre de personnes: | 1456  | 1460    |
| Différence:          |       | +0,27 % |